# Intel Core 2 Quad
Intel Core 2 Quad is een reeks processoren uit de Intel Core 2-reeks die vier rekeneenheden bevatten. Deze processoren verbruiken minder elektriciteit en worden minder snel warm dan eerdere modellen. Intel Corporation is de ontwerper van deze reeks processoren.

## Prestaties
Quad-core-processoren van Intel zijn opgebouwd uit vier processorkernen. Deze processoren presteren goed in toepassingen zoals videoverwerking en rekenintensieve toepassingen. Computerspellen laten nog op zich wachten, omdat veel spellen een ontwikkelingsfase van gemiddeld twee jaar hebben. Dus veel spellen zijn ontwikkeld toen er nog geen processoren van vier kernen op de markt waren. Hier komt langzaam verandering in, maar nog steeds draaien de meeste spellen niet optimaal op quad-core-processoren. De extra rekeneenheden komen hier van pas omdat deze meer zaken tegelijk kunnen berekenen. Bij het coderen van video haalt de Core 2 Quad-processor 82% snelheidswinst ten opzichte van de recente IC's met dubbele processor op dezelfde snelheid. Bij complex rekenwerk wordt er bijna een verdubbeling van de verwerkingssnelheid vastgesteld (96%). Deze cijfers zijn afkomstig van Firingsquad en Intel.
Een processor uit de 45 nanometer-productielijn blijkt ook goede potenties te hebben om te worden overgeklokt. Bij tests door Firingsquad kon de snelheid van de processor stabiel tot 4,1 GHz worden verhoogd. Dit is mede mogelijk door de geringere warmteproductie van deze serie processoren.
Maar vooral wetenschappelijke applicaties zoals BOINC maken gretig gebruik van de vier cores. BOINC is een applicatie waarmee de tijd waarin de computer niet wordt gebruikt, wordt aangewend om te rekenen voor onderzoeksprojecten. Hoe meer kernen, hoe meer werkeenheden je kan berekenen. Dit is een van de weinige applicaties waar de quad-core zijn potentie toont wanneer alle kernen op 100% draaien.

## Technologie
Van de onderstaande overzichtslijst van alle quad-core-processoren zijn er slechts een paar met 45 nanometer-technologie. Deze processoren hebben een vernieuwde en uitgebreide instructieset meegekregen. Ze zijn daardoor nog zuiniger en beter geoptimaliseerd in multimediataken (vooral videobewerkingen) en games. Intel werkt dan ook samen met vele softwarebedrijven zoals Microsoft en Adobe om de bedrijven leren om te gaan met deze nieuwe technologie zodat ze hun software zo kunnen ontwikkelen dat hun programma's sneller werken, gebruikmakend van de nieuwe technologie en de processor minder zwaar belasten.
De processoren met 65 nanometer-technologie hebben de nieuwe instructieset niet meegekregen en zijn dus iets minder snel in multimediataken dan de kleinere 45 nanometer-modellen en verbruiken ook iets meer stroom.
Het stroomverbruik is gemiddeld 20 watt lager indien de processor niet intensief gebruikt wordt en wel 48 watt minder als de processorkracht wel voor 100% gebruikt werd, in vergelijking met een quad-core-processor van de oudere generatie en bij een gelijke snelheid. Hiervoor zijn de schaalverkleining naar 45 nanometer en de nieuwe instructieset mede verantwoordelijk. De stroomlekkage is slechts 1/10e van die van Intels 65 nanometer-technologie en de componenten staan dichter bij elkaar waardoor er minder stroom nodig is.

## Toekomst
Uit de siliciumwafels waarvan de processoren worden gefabriceerd kunnen met de 45nm-technologie meer processoren worden gemaakt, wat goedkoper en milieuvriendelijker is. De quad-cores zijn onderdelen van de Penryn-familie. Penryn was de codenaam voor het ontwerp van deze reeks processoren en is zelf een onderdeel van het tick-tack-programma van Intel. Tick staat voor de schaalverkleining en de tack wordt verwant met de Nehalem-processor, de codenaam voor een volledig nieuw ontwerp in deze 45nm-technologie. Intel belooft een grote snelheidswinst en minder energieverbruik bij deze processoren. Intel werkt inmiddels ook al aan 32 nanometer-technologie voor een volgende reeks processoren na Nehalem.

## Overzicht van de processoren
N.B.: In deze tabel zijn ook de quad-core-processoren van de Extreme edition-reeks opgenomen.
| Processornaam                 | Kern (Intel-codenaam) | CPU-frequentie (GHz) | Frontside Bus-frequentie | Cache L1         | Cache L2     | Socket         | Architectuur | Specificatie nummer | Bijzonderheden                                                                                    |
| ----------------------------- | --------------------- | -------------------- | ------------------------ | ---------------- | ------------ | -------------- | ------------ | ------------------- | ------------------------------------------------------------------------------------------------- |
| Core 2 Quad Q6600             | Kentsfield            | 2,40 GHz             | 1066 MHz                 | 128 kB (128 KiB) | 8 MB (8 MiB) | Socket LGA775  | 65 nanometer | SL9UM               | Twee E6600 aan elkaar, hoger verbruik                                                             |
| Core 2 Quad Q6700             | Kentsfield            | 2,67 GHz             | 1066 MHz                 | 128 kB           | 8 MB         | Socket LGA775  | 65 nanometer | SLACQ               | geen                                                                                              |
| Core 2 Quad Extreme QX6700    | Kentsfield            | 2,67 GHz             | 1066 MHz                 | 128 kB           | 8 MB         | Socket LGA775  | 65 nanometer | SL9UL               | telg van de "extreme edition"-reeks                                                               |
| Core 2 Quad Extreme QX6850    | Kentsfield            | 3,00 GHz             | 1333 MHz                 | 128 kB           | 8 MB         | Socket LGA775  | 65 nanometer | SLAFN               | telg van de "extreme edition"-reeks                                                               |
| Core 2 Quad Extreme QX6800    | Kentsfield            | 2,93 GHz             | 1066 MHz                 | 128 kB           | 8 MB         | Socket LGA775  | 65 nanometer | SL9UK               | telg van de "extreme edition"-reeks                                                               |
| Core 2 Quad Q8200             | Yorkfield             | 2,33 GHz             | 1333 MHz                 | 128 kB           | 4MB          | Socket LGA775  | 45 nanometer | SLB5M               | Deze processor kan werken met zowel DDR2- als DDR3-geheugen.                                      |
| Core 2 Quad Q8400             | Yorkfield             | 2,66 GHz             | 1333 MHz                 |                  | 4MB          | Socket LGA775  | 45 nanometer | SLGT6               |                                                                                                   |
| Core 2 Quad Q9300             | Yorkfield             | 2,50 GHz             | 1333 MHz                 | 128 kB           | 6 MB         | Socket LGA775  | 45 nanometer | SLAMX               | Deze processor kan werken met zowel DDR2- als DDR3-geheugen.                                      |
| Core 2 Quad Q9400             |                       | 2.66 GHz             | 1333 MHz                 |                  | 6 MB         | LGA775         | 45 nm        |                     |                                                                                                   |
| Core 2 Quad Q9450             | Yorkfield             | 2,66 GHz             | 1333 MHz                 | 128 kB           | 12 MB        | Socket LGA775  | 45 nanometer | SLAN6               | Deze processor kan werken met zowel DDR2- als DDR3-geheugen.                                      |
| Core 2 Quad Q9550             | Yorkfield             | 2,83 GHz             | 1333 MHz                 | 128 kB           | 12 MB        | Socket LGA775  | 45 nanometer | SLAN4               | Deze processor kan werken met zowel DDR2- als DDR3-geheugen.                                      |
| Core 2 Quad Extreme QX9650    | Yorkfield             | 3,00 GHz             | 1333 MHz                 | 128 kB           | 12 MB        | Socket LGA775  | 45 nanometer | SLAN3               | Telg van de "extreme edition" reeks. Deze processor kan werken met zowel DDR2- als DDR3-geheugen. |
| Core 2 Quad Extreme QX9770    | Yorkfield             | 3,20 GHz             | 1600 MHz                 | 128 kB           | 12 MB        | Socket LGA775  | 45 nanometer | SLAN3               | Telg van de "extreme edition"-reeks. Deze processor kan werken met zowel DDR2- als DDR3-geheugen. |
| Core 2 Quad Extreme QX9775    | Yorkfield             | 3,20 GHz             | 1600 MHz                 | 128 kB           | 12 MB        | Socket LGA771  | 45 nanometer | SLANY               | Telg van de "extreme edition" reeks. Deze processor kan werken met zowel DDR2- als DDR3-geheugen. |
| Intel Core i7 Extreme Edition | Nehalem               | 3,2-3,33 GHz         | 6,4 GT/s QPI             | 256 kB           | 1 MB         | Socket LGA1366 | 45 nanometer | SLANY               | 4 kernen, 8 MB Shared L3 Cache, Hyper-Threading                                                   |

Apple maakt voor hun nieuwe Mac Pro al gebruik van twee samengestelde quad-core-processoren, (2x Core 2 Quad Xeon), de nieuwe Apple iMacs maken gebruik van de Intel Core i5en i7 processors.